# Walther Kranz
Walther Kranz (* 23. November 1884 in Georgsmarienhütte bei Osnabrück; † 18. September 1960 in Bonn) war ein deutscher Klassischer Philologe und Philosophiehistoriker.

## Biografie
Kranz studierte zwischen 1903 und 1907 in Berlin Klassische Philologie bei Ulrich von Wilamowitz-Moellendorff, Hermann Diels und Eduard Norden. Er promovierte 1910 bei von Wilamowitz-Moellendorff. Mehrere Jahre war er Lehrer am experimentellen Berliner Grunewald-Gymnasium, in dem eine Auswahl von Schülern eine beinahe universitäre Ausbildung erhielt. Einen Ruf zum außerordentlichen Professor für Klassische Philologie an die Universität Göttingen (1917) lehnte er ab. 1928 bis 1933 leitete er das renommierte Internatsgymnasium Landesschule Pforta in Schulpforta. Ab 1932 begann er an der Universität Halle als Honorarprofessor für die Fachdidaktik der alten Sprachen zu arbeiten und darf damit als erster universitärer Fachdidaktiker gelten. Er übernahm die Herausgabe der Die Fragmente der Vorsokratiker ab der 5. Auflage dieser Fragmente, deren erste Auflagen von Hermann Diels herausgebracht worden waren.
Nach der Machtübernahme der Nationalsozialisten erlebte er politische Schwierigkeiten und wurde rassistisch angefeindet, da seine Ehefrau eine „Jüdin“ war. Er wurde deshalb 1935 an eine Hauptschule versetzt und verlor 1937 die Lehrberechtigung vollständig. Nachdem er 1943 die Einladung der Universität Istanbul angenommen hatte, übernahm Kranz den Lehrstuhl für Philosophiegeschichte und Klassische Philologie an dieser Universität bis 1950. Von 1950 bis 1955 war er als Honorarprofessor für „Didaktik der alten Sprachen und Fortwirken der Antike“ an der Universität Bonn tätig. Seine Wirkung erstreckte sich eher auf die Popularisierung antiker Bildung als auf Fachdidaktik im engeren Sinne. Er starb 1960 in Bonn.
Wissenschaftlich bekannt war er aufgrund der Edition von Diels’ Die Fragmente der Vorsokratiker (1951) und durch sein Buch Stasimon (1933), in dem er Form und Inhalt der griechischen Tragödie untersuchte. Außerdem verfasste er diverse auch für den Wissenschaftler interessante popularisierende Werke, wie z. B. Vorsokratische Denker, Die Kultur der Griechen, Geschichte der griechischen Literatur, Die griechische Philosophie.

## Schriften (Auswahl)
- Stasimon. Untersuchungen zu Form und Gehalt der griechischen Tragödie, Verlag Weidman, Berlin 1933.
- Geschichte der griechischen Literatur, Leipzig 1940 u. ö. 1998, ISBN 3-88059-949-1.
- Die griechische Philosophie: Zugleich eine Einführung in die Philosophie überhaupt, Leipzig 1941 u. ö. 2004, ISBN 3-938484-85-3.
- Studien zur antiken Literatur und ihrem Fortwirken. Kleine Schriften. Herausgegeben von Ernst Vogt. Heidelberg 1967 (hier S. 501–508 vollständiges Schriftenverzeichnis).
- Empedokles und die Atomistik, Hermes 47 (1912), S. 18–42.
- Lukrez und Empedokles, Philologus 96 (1944), S. 68–107.